# Rhein-Neckar-Arena
PreZero Arena é um estádio multiúso em Sinsheim, Alemanha. É utilizado principalmente para partidas de futebol tendo como equipe mandante o TSG 1899 Hoffenheim. O estádio tem capacidade para 30.150 pessoas, situado em uma cidade com uma população de 35.000.
Ele substituiu o antigo, Dietmar-Hopp-Stadion. O primeiro jogo aconteceu em 31 de janeiro de 2009 onde o Hoffenheim bateu o Energie Cottbus por 2-0. O estádio sediou jogos da Copa do Mundo de Futebol Feminino de 2011.